# Szél felőli szigetek (Társaság-szigetek)
Ez a cikk a Francia Polinéziában található szigetcsoportról szól. A Kis-Antillákon található szigeteket a Szél felőli szigetek szócikk tárgyalja. A Hawaii délkeleti részén található szigeteket is nevezik olykor Szél felőli szigeteknek.
A Szél felőli szigetek (franciául: Îles du Vent) a francia polinéz Társaság-szigetek keleti csoportja, Franciaország Franciaország tengerentúli területeinek a része a Csendes-óceán közepén. A szigeteket korábban György-szigeteknek is nevezték III. György brit király tiszteletére.

## Földrajz
A szigetcsoport Francia Polinézia közigazgatási egységei közé tartozik, amelyben a következő szigetek találhatók:
- Tahiti
- Moorea
- Mehetia
- Tetiaroa
- Maiao

A közigazgatási terület fővárosa Papeete Tahiti szigetén. Tahiti, Moorea és Mehetia szigete hegyes, míg Tetiaroa és Maiao korall atoll.

## Kultúra
A lakosság többsége franciául és tahiti nyelven beszél (mindkettő Francia Polinézia hivatalos nyelve).

## Közigazgatás
Közigazgatásilag a Szél felőli szigetek Francia Polinézia öt nagy közigazgatási egységéből az egyik (subdivision administrative des Îles du Vent). Földrajzilag ez a terület megegyezik a Szél felőli szigetek választási körzettel (circonscription des Îles du Vent). Ez Francia Polinézia 6 választási körzetei közül az egyik.